# Dašča Rijeka
Dašča Rijeka (cyr. Дашча Ријека) – wieś w Czarnogórze, w gminie Petnjica. W 2011 roku liczyła 103 mieszkańców.